# Kirsten Nehberg
Kirsten Nehberg (* 1966 in Hamburg) ist eine deutsche Schauspielerin.
Sie entstammt der ersten Ehe von Rüdiger Nehberg. Ihre Schauspielkarriere begann mit der Bühnenproduktion Die Zucker & Salz-Show im Jahr 1992. Bis heute wirkt sie in diversen Film-, TV-, Theaterproduktionen sowie Werbespots mit. Als Kind lieh sie in der RCA-Tonträgerproduktion Scherlock Schmidt & Co dem Jungen Willi Waczinski ihre Stimme. 2024 wirkte sie maßgeblich – über Tagebuchaufzeichnungen ihres Vaters in Brasilien – in dem für ARD Crime Time produzierten Dreiteiler Tatunca Nara - Auf den Spuren eines Mörders mit.

## Filmografie und Theaterauftritte
- 1982: Zwischen Torten und Tortouren (Dokumentation)
- 1992: Die Zucker & Salz-Show (Theater)
- 1992: Kein pflegeleichter Fall (TV-Reihe, Folge Morgenluft)
- 1992: Soko 5113 (Fernsehserie, Folge Besuch aus der Vergangenheit)
- 1992: Ehen vor Gericht (TV-Reihe, Folge Schöneck gegen Schöneck)
- 1993–1994: Spurlos (TV-Reihe, mehrere Folgen)
- 1993–1994: Adelheid und ihre Mörder (Fernsehserie, mehrere Folgen)
- 1993: Voce Decide (TV-Reihe, Folge In guten und in bösen Tagen)
- 1994: Hasenjagd – Vor lauter Feigheit gibt es kein Erbarmen (Kinofilm)
- 1994: Die Gerichtsreporterin (Fernsehserie, mehrere Folgen)
- 1994: Sonntag und Partner (Fernsehserie, Folge Die grosse Sauerei)
- 1994: Großstadtrevier (Fernsehserie, Folge Die Geldgräber)
- 1994: Zwischen Tag und Nacht (Fernsehserie, Folge Besuch nach Mitternacht)
- 1994: Zwischen Tag und Nacht (Fernsehserie, Folge Seitensprünge)
- 1995: Das Alibi (TV-Movie)
- 1996: Die Feuerengel (Fernsehserie, Folge Einer von uns)
- 1997: Alphateam Lebensretter im OP (Fernsehserie, Folge Ein schwerer Schlag)
- 1997: Kurklinik Rosenau (Fernsehserie, Folge Die Geschichte des zu kleinen Hutes)
- 1997: Macht (TV-Movie)
- 1997: Ein Fall für Zwei (TV-Serie, Folge Verladen und verkauft)
- 1998: Stahlnetz (TV-Reihe, Folge Der Spanner)
- 1998: Die Cleveren (Fernsehserie, Folge Mutterglück)
- 1999: Großstadtrevier (Fernsehserie, Folge Der Partner)
- 1999: Streit um Drei (Fernsehserie, Folge Mit falscher Zunge)
- 2001: Mexico City (Kurzfilm)
- 2001: Die grosse Freiheit (Musical)
- 2002: Bella Block (TV-Reihe, Folge Im Namen der Ehre)
- 2003: Abenteurer (TV-Doku-Reihe, Folge Der Dschungelläufer)
- 2004: 3 Tage Herbst (Kurzfilm)
- 2005: Natürliche Auslese (Kurzfilm)
- 2008: Notruf Hafenkante (Fernsehserie, Folge Das verlassene Kind)
- 2009: Agenten (Kurzfilm)
- 2013: Wo wir sind (Kurzfilm)
- 2014: Die Brücke (Kurzfilm)
- 2024: Transferprotokoll (Kinofilm)
- 2024: Tatunca Nara und die Toten im Dschungel (True Crime Dokumentation)